# Ettore Chimeri
Ettore Muro Chimeri (Lodi, vlak bij Milaan, 4 juni 1924 - Havana, Cuba, 27 februari 1960) was een Formule 1-coureur uit Venezuela. Hij reed 1 Grand Prix; de Grand Prix van Argentinië van 1960 voor het team Maserati.